# Anglars-Saint-Félix
Anglars-Saint-Félix (okzitanisch: Anglars de Rinhac) ist eine französische Gemeinde mit 918 Einwohnern (Stand: 1. Januar 2022) im Département Aveyron in der Region Okzitanien (vor 2016: Midi-Pyrénées). Sie gehört zum Arrondissement Villefranche-de-Rouergue und zum Kanton Enne et Alzou. Die Einwohner werden Anglarcois (auch: Anglélixois) genannt.

## Geografie
Anglars-Saint-Félix liegt etwa 28 Kilometer nordwestlich von Rodez. Durch die Gemeinde fließt der Alzou. Umgeben wird Anglars-Saint-Félix von den Nachbargemeinden Roussennac im Norden und Nordosten, Rignac im Osten, Prévinquières im Süden, Privezac im Südwesten und Westen sowie Vaureilles im Nordwesten.

## Bevölkerungsentwicklung
| 1962                       | 1968 | 1975 | 1982 | 1990 | 1999 | 2006 | 2012 | 2019 |
| -------------------------- | ---- | ---- | ---- | ---- | ---- | ---- | ---- | ---- |
| 732                        | 701  | 655  | 620  | 579  | 562  | 596  | 754  | 885  |
| Quellen: Cassini und INSEE |      |      |      |      |      |      |      |      |

## Sehenswürdigkeiten
- Kirche Saint-Clair mit Interieur, das seit 1990 als Monument historique klassifiziert ist

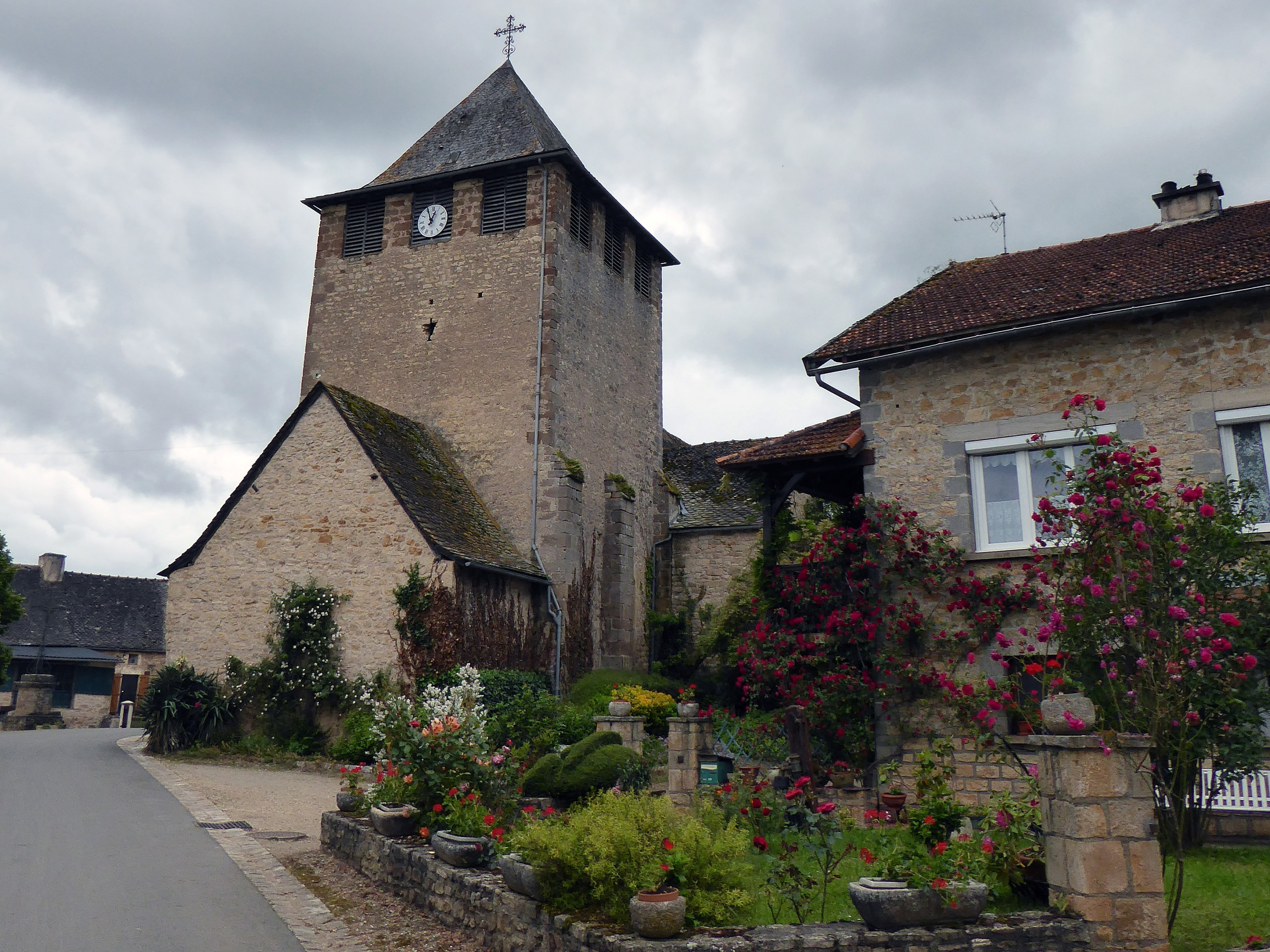
Kirche Saint-Clair